# Tom Leeb

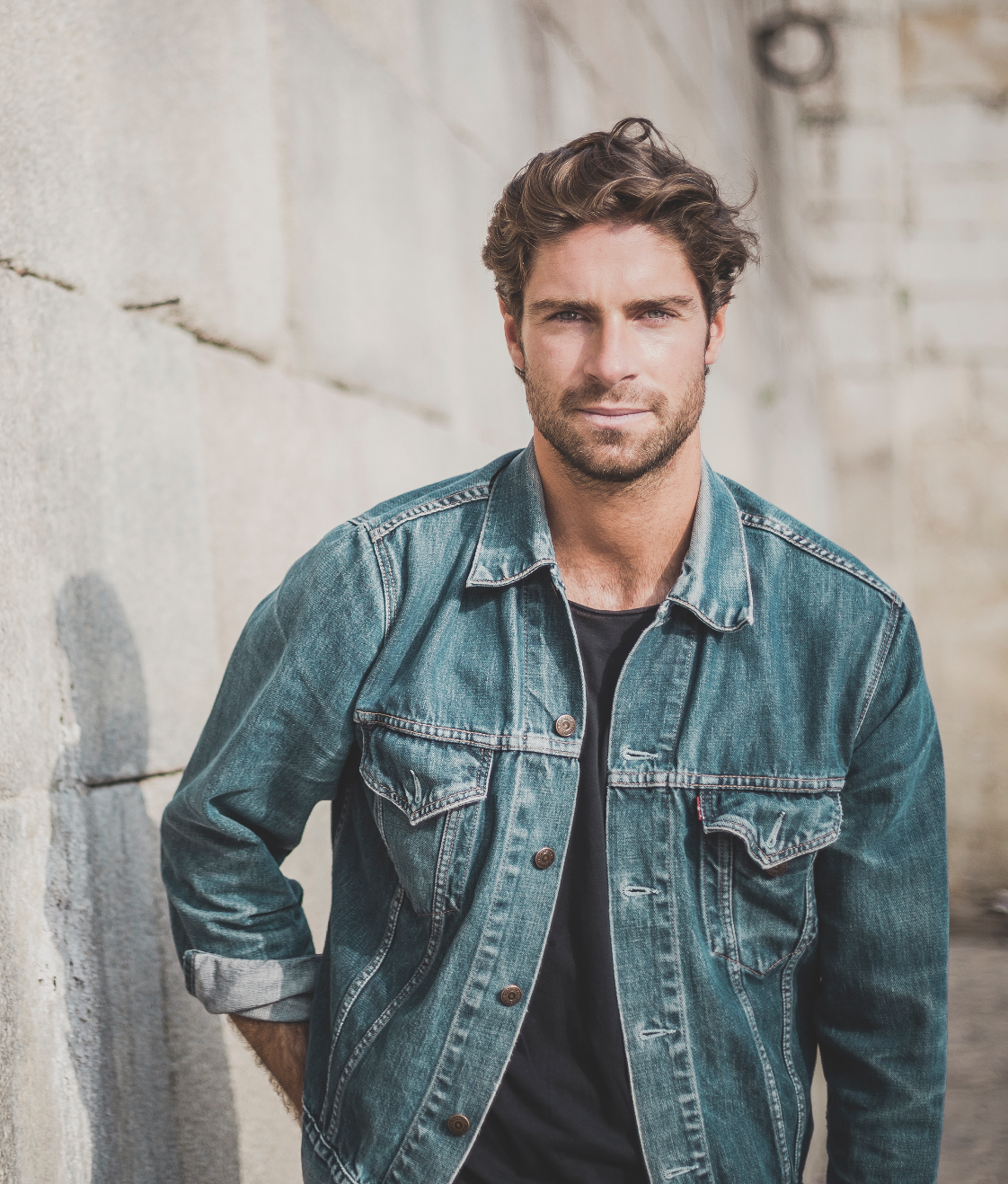
Tom Leeb, 2018

Tom Leeb (* 21. März 1989 in Paris) ist ein französischer Komiker, Schauspieler, Sänger und Songwriter.

## Leben
Leeb ist der Sohn des Humoristen Michel Leeb und der Journalistin Béatrice Malicet. Er hat zwei ältere Schwestern. Leeb studierte fünf Jahre Theater, Film und Gesang in New York. 2014 gründete er mit dem Schauspieler Kevin Levy ein Comedy-Duo. Er trat auch als Vorgruppe für Sänger wie Sting und Tom Jones auf.
Er sollte im Jahr 2020 in Rotterdam Frankreich beim Eurovision Song Contest mit dem Lied Mon Alliée (The Best in Me) vertreten. Der Wettbewerb musste aber aufgrund der COVID-19-Pandemie abgesagt werden.

## Filmografie (Auszug)
- 2014: Ein Sommer in der Provence (Avis de mistral)
- 2018: Vorhang auf für Cyrano (Edmond)
- 2021: 8 Rue de L’Humanité
- 2021: Meine schrecklich verwöhnte Familie (Pourris gâtés)
- 2021: Pierre & Jeanne
- 2021: 8 Rue de l’Humanité
- 2022: Kämpferinnen (Les Combattantes)
- 2023: Adieu Chérie – Trennung auf Französisch (Nouveau départ)

## Diskografie
Alben
- 2018: Tom Leeb
- 2019: Recollection
- 2020: Silver Lining

Singles 
- 2018: We Are Too Late
- 2018: Go On
- 2019: Sun (2019)
- 2020: Mon Alliée (The Best in Me)
- 2020: Si tu savais
- 2020: Run Away (feat. Jérôme Queriaud)
- 2020: You Got Something